# Albert Sidney Johnston
Albert Sidney Johnston (2 de fevereiro de 1803 – 6 de Abril de 1862), serviu como general em três exércitos diferentes, exerceu essa função no Exército dos Estados Unidos, no Exército Texano, e no Exército dos Estados Confederados. Viveu sua carreira militar inteira praticamente em combate, participou da Guerra de Black Hawk, da Revolução Texana, da Guerra Mexicano-Americana, da Guerra de Utah e da Guerra de Secessão.
Era considerado um dos melhores generais das forças armadas confederadas, Johnston morreu em serviço, na Batalha de Shiloh, ele foi o militar de mais alto escalão, confederado ou da união, a morrer na Guerra Civil Americana.

## Infância e Educação
Johnston nasceu em Washington, Kentucky, sendo o filho mais novo de John e Abigail Johnston. Seu pai era nativo de Salisbury, Connecticut. Embora Albert Johnston tenha nascido em Kentucky, viveu grande parte de sua vida no Texas, que ele considerava sua casa. Ele foi educado primeiramente na Universidade da Transilvânia em Lexington, Kentucky, onde conheceu Jefferson Davis. Ambos foram nomeados para a Academia Militar dos Estados Unidos em West Point, Nova Iorque. Em 1826, Johnston se formou em oitavo entre 41 cadetes em sua classe, ganhando a patente de segundo-tenente no 2° batalhão de Infantaria dos Estados Unidos. Johnston foi designado para o cargo em Nova Iorque e Missouri, e serviu na Guerra de Black Hawk em 1832 como chefe de gabinete do brigadeiro-general Henry Atkinson.

## Casamento e Família
Em 1829 casou-se com Henrietta Preston, irmã do político e futuro general na Guerra Civil, William Preston. Eles tiveram um filho, William Preston Johnston, que se tornou um coronel do Exército dos Estados Confederados. Albert renunciou ao seu posto em 1834, a fim de cuidar da saúde de sua esposa em Kentucky, que sucumbiu dois anos depois vítima de tuberculose.
Depois de servir como secretário de guerra da República do Texas, Johnston renunciou e retornou ao Kentucky. Em 1843, casou-se com Eliza Griffin, prima de sua falecida esposa. O casal se mudou para o Texas, onde se estabeleceram em uma vida no campo, no condado de Brazoria. Eles cuidavam de duas crianças do primeiro casamento de Albert, além dos três primeiros filhos nascidos da relação com Eliza. (A sexta criança nasceu mais tarde, quando eles viviam em Los Angeles).

## Exército Texano
Em 1836 Johnston mudou para o Texas. Alistou-se como um soldado no Exército Texano, durante a Guerra de independência do Texas, contra a República do México. Ele foi nomeado ajudante geral, como um coronel do exército da República do Texas em 5 de agosto de 1836. Em 31 de janeiro de 1837, ele se tornou brigadeiro-general sênior no comando do Exército do Texas. Em 22 de dezembro de 1838, Mirabeau B. Lamar, o vice presidente da República do Texas, nomeou Johnston como secretário de guerra. Ele foi enviado então para a defesa da fronteira do Texas, lutando contra a invasão mexicana, e em 1839 realizando uma campanha contra os índios no norte do Texas. Em fevereiro de 1840, ele renunciou ao cargo e retornou ao Kentucky, após ser gravemente ferido num duelo com Felix Huston, duelo que viria mais tarde a considerar lamentável.
Johnston retornou ao Texas durante a Guerra Mexicano-Americana, sob o comando do general Zachary Taylor, como um coronel do 1° batalhão de voluntários. Ele serviu lutando nas batalhas de Monterrei e Buena Vista. Ele permaneceu em sua fazenda no Texas depois da guerra, até ser nomeado mais tarde pelo agora presidente Zachary Taylor, como coronel do Exército dos Estados Unidos. 
Em 1855, o Presidente Franklin Pierce o nomeou coronel do novo 2º batalhão de cavalaria dos EUA, um novo regimento, que ele organizou. Albert foi uma figura chave na Guerra de Utah, Johnston levou as tropas americanas que estabeleceram um novo governo, sob autoridade da união, destronando o governador mórmon, que tinha o apoio dos colonos da região de Utah, membros do grupo mórmon denominado Santos dos Últimos Dias. Ele recebeu uma promoção à general de brigada em 1857 por seu serviço em Utah. Ele passou 1860 em Kentucky, até 21 de dezembro, quando ele viajou para a Califórnia para assumir o comando do Departamento do Pacífico.

## Guerra Civil
Com a eclosão da Guerra Civil Americana, Johnston era comandante do Exército os Estados Unidos, cuidando do Departamento do Pacífico na Califórnia. Como muitos oficiais do exército regular do sul, ele se opôs à secessão. Mas ele acabou renunciando ao seu posto logo depois de ouvir falar da secessão do seu estado adotivo, o Texas. No início da Guerra Civil, o presidente confederado Jefferson Davis decidiu que a confederação iria tentar manter o máximo de territórios possíveis, distribuindo forças militares ao redor de suas fronteiras e costas. No verão de 1861, Davis nomeou vários generais para defender linhas confederadas do rio Mississippi, e no leste das montanhas Allegheny.
As áreas ao longo do rio Mississipi, na parte ocidental do Tennesse, e ao longo do rio Cumberland, foram colocados sob o comando do major-general Leonidas Polk e do general de brigada Gideon J. Pillow.

### Comando Confederado no Teatro Ocidental
Em 10 de setembro de 1861, Johnston foi designado para comandar a enorme área da confederação a oeste das montanhas Allegheny. Ele tornou-se comandante dos Exércitos Ocidentais da Confederação, chamado de departamento ocidental. A nomeação de Johnston como general, por seu amigo e admirador Jefferson Davis já havia sido confirmada pelo Senado Confederado em 31 de agosto de 1861. Após sua nomeação, Johnston imediatamente dirigiu-se para seu novo território. Ele foi autorizado a chamar governadores do Arkansas, Tennessee e Mississippi e dar ordens para reunir novas tropas, embora essa autoridade tenha em grande parte sido sufocada pelos políticos, principalmente por parte do estado do Mississippi. Em 13 de setembro de 1861, Johnston deu ordens ao brigadeiro-general Felix Zollicoffer, com sua tropa formada por 4 000 homens para ocupar Cumberland Gap em Kentucky, a fim de bloquear a rota das tropas da união que entrariam no estado do Tennessee.
Johnston tinha menos de 40 000 homens espalhados por todo Tennessee, Arkansas e Missouri. Johnston sofreu problemas para ganhar novos recrutas dos governadores dos estados, mas seu problema mais sério era a falta de armas e munições, que eram insuficientes para fazer frente à união. Como o Governo Confederado concentrou esforços nas unidades do oriente, deram a Johnston um pequeno número de reforços e quantidades mínimas de armas e material. Johnston manteve sua defesa através da realização de ataques e outras medidas estratégicas, para fazer parecer que ele tinha forças maiores do que realmente tinha, uma estratégia que trabalhou durante vários meses.

### Batalha de Mill Springs
O leste do Tennessee era apoiador da União, o Estado Confederado nomeou dois generais inexpressivos, para atuar na região, Felix Zollicoffer, um oficial valente, mas destreinado e inexperiente, e o major-general George B. Crittenden, um ex-oficial do Exército dos Estados Unidos com problemas com álcool aparentes. Na Batalha de Mill Springs, realizada em 19 de Janeiro de 1862, sob o comando dos dois, os mal preparados confederados, depois de uma marcha à noite na chuva, entraram em confronto com o Exército da União, Zollicofer foi morto e Crittenden não foi capaz de liderar seus homens, os confederados foram derrotados, e acabaram recuando após sofrer muitas baixas. Após a derrota da confederação, Davis enviou Johnston à região. Ele também enviou o general P. G. T. Beauregard, que seria o subordinado direto de Johnston.

### Forte Henry, Forte Donelson e Nashville
Mesmo antes de Johnston chegar no Tennessee, já haviam sido iniciadas as construções de dois fortes para defender a área. Ambos os fortes estavam localizados no Tennessee, a fim de respeitar a neutralidade de Kentucky, mas estes não estavam em locais ideais. O Forte Henry no rio Tennessee estava em uma localização desfavorável, de baixa altitude, enquanto o Forte Donelson no rio Cumberland, mesmo tendo uma localização melhor, não tinha artilharia pesada o suficiente para se defender.
O major-general Polk ignorava os problemas dos fortes quando estava no comando. Depois de Johnston assumir o controle, ele enviou o engenheiro, tenente Joseph K. Dixon, para inspecionar os fortes. Dixon recomendou que os fortes melhorassem suas defesas, mas advertiu que estavam em locais estrategicamente ruins, porém já não havia tempo para a construção de novos fortes, então esses foram mantidos e reforçados.
Em 6 de Fevereiro de 1862, a Marinha da União com seus canhoneiros reduziu rapidamente as defesas do mal situado Forte Henry, Johnston então reforçou o Forte Donelson com mais de 12 000 homens, porém os exércitos confederados não foram capazes de suportar a ofensiva dos soldados da união, sofrendo muitas baixas, acabaram se rendendo e entregando o controle do Forte Donelson para os inimigos. A queda dos fortes expôs Nashville, que caiu sem resistência às forças da união, sob o comando do general de brigada Don Carlos Buell, em 25 de Fevereiro de 1862.

### Batalha de Shiloh e Morte
Após a queda dos fortes e das derrotas nas batalhas, o Exército Confederado liderado por Johnston recuou e se estabeleceu em Corinth, Mississipi, chegando a essa localidade e unindo suas tropas as do general P. G. T. Beauregard, onde se estabeleceram e começaram a planejar um contra-ataque. 
Esse contra-ataque seria realizado em 6 de abril de 1862, evento que ficou conhecido como Batalha de Shiloh, onde as tropas de Johnston e Beauregard, atacaram de surpresa os acampamentos do Exército da União de Tennessee sob comando do major-general Ulysses S. Grant.
Albert Johnston liderou pessoalmente o ataque que inicialmente parecia muito bem-sucedido, porém em meio ao conflito Johnston acabou sendo atingido no joelho, inicialmente não dando importância para o ferimento permaneceu em batalha, porém o ferimento tinha atingido a artéria principal da perna, o que fez com que o general perdesse muito sangue. A causa da morte apontada depois seria exatamente essa, a perda de sangue excessiva fez com que Johnston perdesse a vida.
Os outros oficiais confederados envolveram o corpo do general Johnston em um cobertor de modo a não prejudicar o moral das tropas com a visão do general morto. Johnston foi levado ao quartel-general de campo em Corinth, onde o seu corpo permaneceu até ser retirado no dia seguinte. 
A morte de Johnston foi um duro golpe para a confederação. Na época, o presidente Davis considerava Albert o melhor general das tropas confederadas, a morte abalou o moral das tropas. 
A Batalha de Shiloh, terminou com nova vitória dos exércitos da união, a chegada de reforços federais sob comando do general Don Carlos Buell, fez a diferença no dia seguinte, mudando a situação no campo de batalha. A vitória da união foi um importante passo para adquirir o domínio do vale do Mississippi, via fluvial de enorme importância estratégica. Sua tomada pela união dividiria a confederação em duas partes, alijando os exércitos confederados de importantes áreas de recrutamento e de produção agrícola vital para o esforço de guerra.
A batalha fora a mais sangrenta da história dos EUA até aquele momento, excedendo as baixas da Guerra da Independência, Guerra de 1812 e Guerra Mexicano-Americana juntas.